# 안캉시
안캉시(중국어 간체자: 安康市, 병음: Ānkāng)는 중화인민공화국 산시성 (섬서성)의 지급시이다.

## 지리
안캉은 산시성의 남부, 친링산맥의 남쪽에 위치한다. 한수이의 상류 부분이 안캉을 통과한다. 상뤄시, 시안시, 한중시, 후베이성, 충칭시, 쓰촨성과 접한다.

## 기후
| 안캉시의 기후                                                 | 안캉시의 기후 | 안캉시의 기후 | 안캉시의 기후 | 안캉시의 기후 | 안캉시의 기후 | 안캉시의 기후 | 안캉시의 기후 | 안캉시의 기후 | 안캉시의 기후 | 안캉시의 기후 | 안캉시의 기후 | 안캉시의 기후 | 안캉시의 기후 |
| 월                                                            | 1월           | 2월           | 3월           | 4월           | 5월           | 6월           | 7월           | 8월           | 9월           | 10월          | 11월          | 12월          | 연간          |
| ------------------------------------------------------------- | ------------- | ------------- | ------------- | ------------- | ------------- | ------------- | ------------- | ------------- | ------------- | ------------- | ------------- | ------------- | ------------- |
| 역대 최고 기온 °C (°F)                                        | 18.3 (64.9)   | 23.8 (74.8)   | 31.7 (89.1)   | 35.3 (95.5)   | 37.5 (99.5)   | 40.3 (104.5)  | 41.3 (106.3)  | 40.4 (104.7)  | 40.7 (105.3)  | 32.2 (90.0)   | 25.9 (78.6)   | 17.7 (63.9)   | 41.3 (106.3)  |
| 일평균 최고 기온 °C (°F)                                      | 8.6 (47.5)    | 12.1 (53.8)   | 17.5 (63.5)   | 23.5 (74.3)   | 27.1 (80.8)   | 30.7 (87.3)   | 33.0 (91.4)   | 32.3 (90.1)   | 26.9 (80.4)   | 20.8 (69.4)   | 14.7 (58.5)   | 9.6 (49.3)    | 21.4 (70.5)   |
| 일일 평균 기온 °C (°F)                                        | 3.9 (39.0)    | 6.8 (44.2)    | 11.4 (52.5)   | 16.9 (62.4)   | 20.9 (69.6)   | 24.9 (76.8)   | 27.4 (81.3)   | 26.7 (80.1)   | 21.9 (71.4)   | 16.3 (61.3)   | 10.3 (50.5)   | 5.1 (41.2)    | 16.0 (60.9)   |
| 일평균 최저 기온 °C (°F)                                      | 0.5 (32.9)    | 3.0 (37.4)    | 6.9 (44.4)    | 11.9 (53.4)   | 16.4 (61.5)   | 20.6 (69.1)   | 23.4 (74.1)   | 22.8 (73.0)   | 18.7 (65.7)   | 13.5 (56.3)   | 7.4 (45.3)    | 2.1 (35.8)    | 12.3 (54.1)   |
| 역대 최저 기온 °C (°F)                                        | −8.1 (17.4)   | −5.9 (21.4)   | −2.6 (27.3)   | 0.1 (32.2)    | 7.8 (46.0)    | 11.9 (53.4)   | 16.7 (62.1)   | 13.7 (56.7)   | 10.6 (51.1)   | 1.0 (33.8)    | −3.1 (26.4)   | −9.7 (14.5)   | −9.7 (14.5)   |
| 평균 강수량 mm (인치)                                         | 5.7 (0.22)    | 10.5 (0.41)   | 29.2 (1.15)   | 51.9 (2.04)   | 94.9 (3.74)   | 126.6 (4.98)  | 138.4 (5.45)  | 126.4 (4.98)  | 121.9 (4.80)  | 79.5 (3.13)   | 26.7 (1.05)   | 6.4 (0.25)    | 818.1 (32.2)  |
| 평균 강수일수 (≥ 0.1 mm)                                      | 4.1           | 4.9           | 7.7           | 9.8           | 12.1          | 11.1          | 11.5          | 11.0          | 12.2          | 11.6          | 8.5           | 4.8           | 109.3         |
| 평균 강설일수                                                 | 2.5           | 1.7           | 0.8           | 0.1           | 0             | 0             | 0             | 0             | 0             | 0             | 0.4           | 1.0           | 6.5           |
| 평균 상대 습도 (%)                                            | 70            | 65            | 66            | 70            | 72            | 73            | 75            | 75            | 79            | 82            | 81            | 75            | 74            |
| 평균 월간 일조시간                                            | 97.3          | 101.1         | 141.8         | 167.3         | 175.3         | 183.4         | 213.9         | 203.3         | 127.9         | 97.7          | 84.1          | 89.1          | 1,682.2       |
| 가능 일조율                                                   | 31            | 32            | 38            | 43            | 41            | 43            | 49            | 50            | 35            | 28            | 27            | 29            | 37            |
| 출처: 중국기상국 (평년값: 1991년~2020년, 극값: 1971년~2010년) |               |               |               |               |               |               |               |               |               |               |               |               |               |

## 역사
진나라 때 한중군(漢中郡)이 설치되어 12현을 관할하였다. 한나라는 진의 제도를 답습해 한중군을 설치했는데, 이중 서성현, 안양현, 장리현, 순양현, 양현의 5현은 삼국시대에 위흥군(魏興郡)으로 한중군에서 분리되었다. 이 위흥군이 안캉 시의 전신이 되며, 안캉 시의 역사는 여기에서 한중 시와 분리된다.
남북조시대 초기에는 직주(直州)가 되었고 후기에는 서위에 의해 금주(金州)가 설치되었으나 수나라 때 다시 서성군(西城郡)이 되었고 당송때는 금주 안강군이 설치되어 있었다.
명나라 초기에는 금주였지만, 1583년에 흥안주(興安州)로 개칭했고 한중부의 관할이었다. 1595년에 흥안주는 한중부로부터 분리되어 섬서포정사의 직속행정구가 되었고 이하에 한음현, 평리현, 순양현, 자양현, 백하현, 석천현의 6현을 관할했다. 청나라 때인 1782년에 흥안주는 흥안부(興安府)로 승격하였고 안강현, 평리현, 순양현, 백하현, 자양현, 석천현의 6현을 관할하였다.
중화민국이 성립하자 1913년에 흥안부 관할구역에 한중도가 설치되었다. 1926년, 북벌의 결과, 난징 국민정부의 행정관리가 시작되면서 한중도는 폐지되었지만, 1935년, 행정독찰제의 시행에 따라 산시 성 제5행정독찰전원공서가 설치되어 10현을 관할하였다.
중화인민공화국의 성립 후, 1950년에 안캉 전구(安康専区)가 설치되었고 1968년에 안캉 지구(安康地区)로 개칭되었다. 2000년 안캉 지구가 지급시인 안캉 시로 개편되었다.

## 경제
도시의 경제는 주로 직물, 견직물, 화학 공업, 건자재, 식품 생산과 광업을 기초로 한다.
농산품으로 밤, 오렌지, 키위를 생산한다. 약초로 천마, 황련, 당귀, 만삼이 생산된다. 그밖에 누에고치, 도료를 생산한다. 또한 비단, 키위액도 생산된다.

## 인프라
- 1938년에 개설된 안캉 공항이 있다. 시안으로 오가는 비행편이 있다.
- 2001년 1월 8일에 안캉과 시안 사이의 새 철도 노선이 개통되 성도 시안까지 몇 시간 안에 접근이 가능해졌다.

## 행정 구역

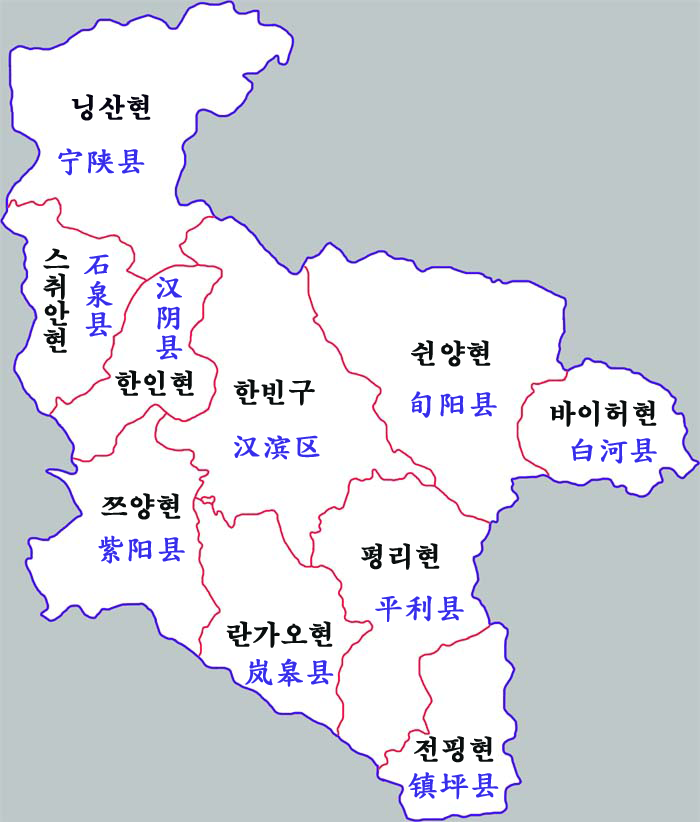
안캉시 현급 행정구역도

1개 시할구, 9개 현을 관할한다.
시할구
- 한빈구(汉滨区)

현
- 한인현(汉阴县)
- 스취안현(石泉县)
- 닝산현(宁陕县)
- 쯔양현(紫阳县)
- 란가오현(岚皋县)
- 핑리현(平利县)
- 전핑현(镇坪县)
- 쉰양 현(旬阳县)
- 바이허현(白河县)